# لانا گیرنینگ
لانا گیرنینگ (انگلیسی: Lana Gehring؛ زادهٔ ۲۱ اوت ۱۹۹۰) اسکیت‌باز سرعت، و اسکیت‌باز سرعت، اهل ایالات متحده آمریکا است.